# Илиев, Константин (драматург)
Константин Илиев (болг. Константин Илиев, род. 16 октября 1937, Горно-Павликене) — болгарский драматург, писатель и переводчик.

## Биография и творчество
Константин Илиев родился 16 октября 1937 года в селе Горно-Павликене Ловечской области Болгарии. Окончил факультет немецкой филологии в Софийском университете имени святого Климента Охридского. Походил стажировку в Университете им. Гумбольдта в Берлине, где защитил кандидатскую диссертацию по пьесе Фридриха Дюрренматта.
Драматург Драматического театра им. Вапцарова в Благоевграде и Театра «София». С 1995 по 2007 гг. занимал должность главного драматурга в Национальном театре Ивана Вазова.
Переводил с немецкого на болгарский язык произведения Бертольта Брехта и Георга Бюхнера. Пьесы Константина Илиева ставились в Австрии, Великобритании, Македонии, Польше, России, Словакии, Франции и Эстонии.

## Пьесы
- Цветная тишина / Мъка по цветовете (1961)
- В октябре без тебя / През октомври без теб (1968)
- Царь Шушумига / Цар Шушумига (1968, для кукольного театра)
- Музыка из Шатровец / Музика от Шатровец (1971)
- Окно / Прозорецът (1977)
- Базилик для Драгинко / Босилек за Драгинко (1978)
- Пасхальное вино / Великденско вино (1979)
- Нирвана / Нирвана (1982)
- Одиссей направляется в Итаку / Одисей пътува за Итака (1984)
- Красное вино на прощание / Червено вино за сбогом (1989)
- Куцулан или Волчья Богородица / Куцулан или Вълча Богородица (1994)
- Франческа / Франческа (1999)
- Бетховен 21 / Бетовен 21 (2006)
- Золотые мосты и секвоя / Златни мостове и Секвоя (2011)
- Наблюдатели / Наблюдателите (2015)

## Проза
- Французский осёл / Френско магаре (1988) — роман
- Поражение. Хроника короткого столетия / Поражението. Хроника от краткото столетие (2003) — автобиогрфия
- Память ворона / Паметта на гарвана (2005) — очерки о театре, драматургии и политике
- Пасхальное вино и Франкенштейн / Великденско вино и Франкенщайн (2015) - публицистика

## Признание и награды
Его роман «Поражение» получил премии Хеликон (2003) и Элиаса Канетти (2005).
Константин Илиев также является лауреатом Премии Гердера за драматургию (1996) и премии им. Христо Данова(2012).
24 мая 2017 года он был удостоен болгарской театральной премии Аскеер.
Почетный гражданин города Ловеч с 15 февраля 2018 года «за вклад в болгарскую драматургию и поднятие престижа города Ловеч».